# Bụi hồng
Bụi hồng (tên tiếng Anh: Gone, Gone Forever Gone), là một bộ phim điện ảnh Việt Nam năm 1996 của đạo diễn Hồ Quang Minh. Phim được chọn là phim Việt Nam nói tiếng nước ngoài hay nhất tại Lễ trao giải Oscar lần thứ 69, nhưng không được đề cử.

## Diễn viên
- Phương Dung vai Diệu Thuần
- Lê Tuấn Anh vai Sơn
- Hoàng Phúc vai Quang
- Nguyễn Thị Quý vai Diệu Thông
- Anh Thư
- Lê Hoá vai Diệu Vân
- Thuý Hoà vai Điệu Tịnh Bình
- Nhật Cường
- Khánh Duy vai Uy
- Thế Hà vai Kiên
- Huỳnh Đắc Vinh
- Ngọc Bình
- Thuý Hồng vai Diệu Thanh
- Lê Ngọc Tú
- Bảo Phúc
- Trương Thị Thủy
- Lê Công Đào
- Thanh Trì
- Thành Nguyên
- Văn Kiệp
- Ba Lân

## Giải thưởng
- Liên hoan phim Việt Nam lần thứ 11 - Họa sĩ xuất săc: Nguyễn Qúy Viện[3]